# Ovos escalfados

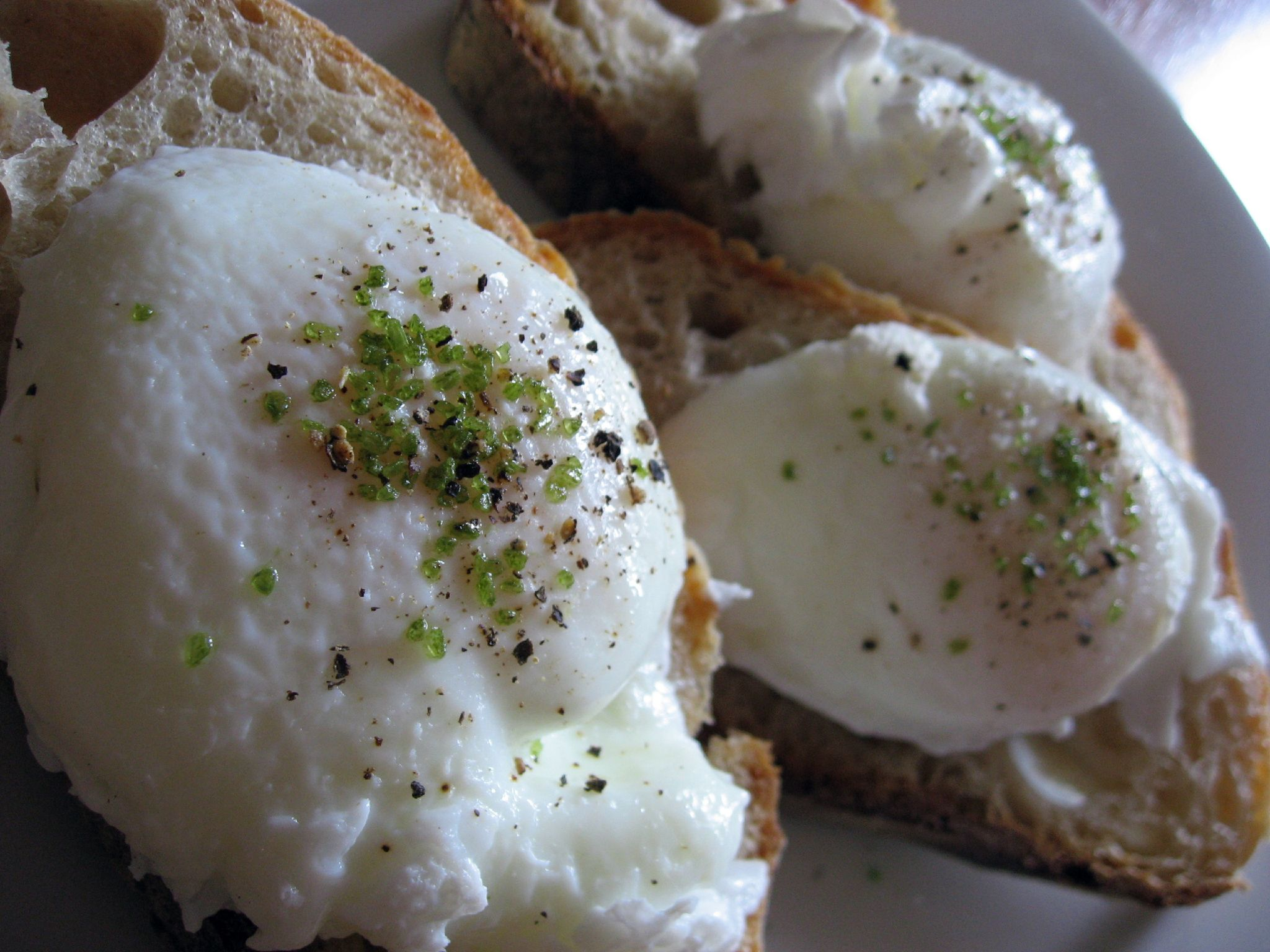
Ovos escalfados, servidos em fatias de pão

Ovos escalfados ou também ovos poche é um prato de culinária feito a partir de ovos de galinha. Os ovos são colocados inteiros, sem casca, numa forma ou concha que são colocados em uma panela de água quente, até cozerem por fora, deixando a gema líquida.